# Triodicolacris
Triodicolacris är ett släkte av insekter. Triodicolacris ingår i familjen gräshoppor.
Kladogram enligt Catalogue of Life:
| Triodicolacris | \| \| Triodicolacris eburnea \| \| \| \| \| \| Triodicolacris picta \| \| \| \| |
|                | \| \| Triodicolacris eburnea \| \| \| \| \| \| Triodicolacris picta \| \| \| \| |
|                | Triodicolacris eburnea                                                          |
|                |                                                                                 |
|                | Triodicolacris picta                                                            |
|                |                                                                                 |